# Amilna Estêvão
Amilna Estêvão là một người mẫu thời trang người Angola. Tính đến tháng 2 năm 2018, model.com xếp hạng cô là một trong những người mẫu Top 50 trên đỉnh cao trong ngành công nghiệp người mẫu.

## Sự nghiệp
Estêvão đã được trinh sát tại Angola bởi công ty quản lý người mẫu Da Banda, nơi cô đã giành giải Người mẫu ưu tú 2013. Cô trở thành thí sinh nữ da đen đầu tiên lọt vào Top 3 tại cuộc thi Elite Model Look 2013. Sau đó, cô đã ký hợp đồng với Elite Worldwide và ra mắt trong mùa thời trang F / W 2015 đáng chú ý là đi bộ cho Prada, Fendi, Balenciaga, Alexander Wang và Moschino. Cuối năm đó, cô đi bộ cho Mitchal Gurung, Gucci, Kenzo, Burberry Prorsum, Givenchy, Alberta Ferretti, Lanvin, và Bottega Veneta trong số những người khác.